# ヒンキー・ディンキー
ヒンキー・ディンキー (Hinky Dinky) は、かつてアメリカ合衆国で、ネブラスカ州オマハを拠点とし、おもにネブラスカ州とアイオワ州に店舗を展開していたスーパーマーケット・チェーン。

## 歴史
ヒンキー・ディンキーは、1925年にオマハで、ジュール (Jule)、ヘンリー (Henry)、アルバート (Albert) のニューマン (Newman) 兄弟と、その従兄弟だったベン・シルヴァー (Ben Silver) によって、グロサリーのチェーンとして創業した。当時、これに先んじて展開していたスーパーマーケット・チェーンに、ピグリー・ウィグリー (Piggly Wiggly) があった。すでに大きな成功を収めていたピグリー・ウィグリーのように、かわいい名前が広く人々の好感を呼ぶことを期待し、創業者たちは第一次世界大戦のときの歌「Hinky Dinky Parlez-vous」（Mademoiselle from Armentières を参照）から名をとって、ヒンキー・ディンキーと名付けた。
1972年、ヒンキー・ディンキーは、トム・サムを運営する、ダラスのカラム・カンパニー (Cullum Companies) に買収された。最盛期のヒンキー・ディンキーは、50店舗ほどを運営していた。しかし、カラムはヒンキー・ディンキーから上がる利益を、トム・サムの運営への投資に回し、ヒンキー・ディンキーの店舗への投資は、比較的小さなものにとどまった。1984年に、組合に結集した従業員たちがストライキを敢行したことも、収支に悪影響を及ぼした。1980年代半ばには、多くの店舗が売却されたり、閉鎖され、残された少数の店舗は各地に散在する状態となっていた。1985年、ロン・バッドリー (Ron Badley) が、カラムからヒンキー・ディンキーの商標と少数の店舗を買い取った。2000年、残されていた店舗は、グロサリー配送業のナッシュ・フィンチ・カンパニーに売却され、同社は残されていたヒンキー・ディンキーの店名をすべて除去した
ヒンキー・ディンキーは、銀行と提携して店内に銀行窓口を設けたパイオニアであった。
テレビドラマ『ベター・コール・ソウル (Better Call Saul)』シーズン2、第7話「風船人形 (Inflatable)」では、キム・ウェクスラー (Kim Wexler) の台詞の中でヒンキー・ディンキーが言及されている。